# Röinge
Röinge is een plaats in de gemeente Hörby in Skåne, de zuidelijkste provincie van Zweden. De plaats heeft 104 inwoners (2000) en een oppervlakte van 37 hectare.